# The Emperor's New Clothes
The Emperor's New Clothes – ósmy studyjny album amerykańskiego rapera Raekwona wydany 18 lipca 2025 roku nakładem wytwórni Ice H2O oraz Mass Appeal Records. Wydawnictwo jest pierwszym albumem rapera od wydanego w 2017 roku The Wild. Na płycie gościnnie pojawili się członkowie Wu-Tang Clan Ghostface Killah, Method Man oraz Inspectah Deck, jak również Westside Gunn, Conway the Machine, Benny the Butcher czy Nas.
Za warstwę muzyczną odpowiada kilku producentów, między innymi J.U.S.T.I.C.E. League, Nottz, Swizz Beatz, Frank G. czy Roads-Art. Album został wydany w ramach serii Legend Has It.

## Odbiór albumu
The Emperor's New Clothes otrzymał mieszane opinie od krytyków muzycznych. Na portalu Metacritic, który sumuje i wyciąga średnią z recenzji album otrzymał notę 63 punkty w stustopniowej skali. Tom Morgan z magazynu Clash docenił rapera za „umiejętność łączenia obrazów przepychu, zbrodni, życia i śmierci, które niejednokrotnie zderzają się ze sobą z oszałamiającym efektem”, krytykując jednak album za jego warstwę muzyczną nazywając ją „o dwie dekady przestarzałą”. Krytycy muzyczni docenili również dobór gości. Paul Attard z Slant Magazine dodał, że Ghostface Killah „bez trudu kradnie show swoją obłąkańczą energią rodem z filmu Scorsese z Joem Pesci, podczas gdy Nas, którego wytwórnia Mass Appeal Records wydała album, zarapował okazałą zwrotkę”. Album bardziej docenili słuchacze. Według portalu Album of the Year wydawnictwo uzyskało średnią ocenę 77.

## Lista utworów
| Nr  | Tytuł utworu                                                                       | Producent               | Długość |
| --- | ---------------------------------------------------------------------------------- | ----------------------- | ------- |
| 1.  | „Intro”                                                                            | Raekwon                 | 0:35    |
| 2.  | „Bear Hill”                                                                        | Frank G.                | 2:24    |
| 3.  | „Pomogranite” (gościnnie Inspectah Deck i Carlton Fisk)                            | Amadeus Trilogy         | 3:20    |
| 4.  | „Veterans Only Billionaire Rehab (Skit)”                                           | Raekwon                 | 1:04    |
| 5.  | „Wild Corsicans” (gościnnie Westside Gunn, Conway the Machine i Benny The Butcher) | Snipe Beatz             | 3:43    |
| 6.  | „1 Life” (gościnnie Stacy Barthe)                                                  | J.U.S.T.I.C.E. League   | 4:19    |
| 7.  | „Barber Shop Bullies (Skit)”                                                       | Roads-Art STLNDRMS      | 0:28    |
| 8.  | „Open Doors” (gościnnie Tommy Nova)                                                | Roads-Art               | 2:53    |
| 9.  | „600 School” (gościnnie Ghostface Killah i Method Man)                             | Swizz Beatz             | 3:12    |
| 10. | „The Guy That Plans It”                                                            | Roads-Art               | 1:32    |
| 11. | „Da Heavies”                                                                       | Pav Bundy               | 2:26    |
| 12. | „Officer Full Beard (Skit)”                                                        | Roads-Art               | 1:01    |
| 13. | „The Omerta” (gościnnie Nas)                                                       | Nottz                   | 3:18    |
| 14. | „Get Outta Here” (gościnnie Ghostface Killah)                                      | Frank G.                | 2:48    |
| 15. | „The Sober Dose Gift (Skit)”                                                       | Roads-Art               | 0:56    |
| 16. | „Debra Night Wine” (gościnnie Marsha Ambrosius)                                    | Bluerocks Calvin Ewings | 3:20    |
| 17. | „Mac & Lobster” (gościnnie Ghostface Killah)                                       | Frank G. Roads-Art      | 3:13    |
|     |                                                                                    |                         | 40:32   |

### Użyte sample
Opracowano na podstawie WhoSampled.
| Intro - Dialogi z filmu Five Deadly Venoms (1978) Bear Hill - „Right On” w wykonaniu Raya Barretto Pomogranite - „A Blow for Me, a Toot to You” w wykonaniu Freda Wesleya i grupy The Horny Horns Wild Corsicans - „Young, Gifted and Black” w wykonaniu Arethy Franklin - „Young, Gifted and Black” w wykonaniu Jadakissa 1 Life - „Shut 'Em Down” w wykonaniu grupy Public Enemy | 600 School - „Battlement Jaxx” w wykonaniu Basement Jaxx i Metropole Orkest The Guy That Plans It - „I'll Never Stop Loving You” w wykonaniu Marvina Gaye'a i Tammi Terrell Da Heavies - „The Reign” w wykonaniu Raekwona The Omerta - „Life, Dreams, Death” w wykonaniu grupy Brothers Unlimited - „Get Up, Get Into It, Get Involved” w wykonaniu Jamesa Browna Get Outta Here - „Look What Your Love Has Done to Me Ma” w wykonaniu Jeannie Reynolds Debra Night Wine - „Quasimodo's Marriage” w wykonaniu Aleca R. Costandinosa i The Syncophonic Orchestra |

## Notowania
| Notowanie (2025)         | Pozycja |
| ------------------------ | ------- |
| UK Album Downloads (OCC) | 47      |